# Rheinbay
Rheinbay ist der kleinste von zehn Ortsbezirken der Stadt Boppard im Rhein-Hunsrück-Kreis in Rheinland-Pfalz. Bis zur Eingliederung in die neue Gemeinde Boppard am 31. Dezember 1975 war Rheinbay eine eigenständige Gemeinde.

## Geschichte

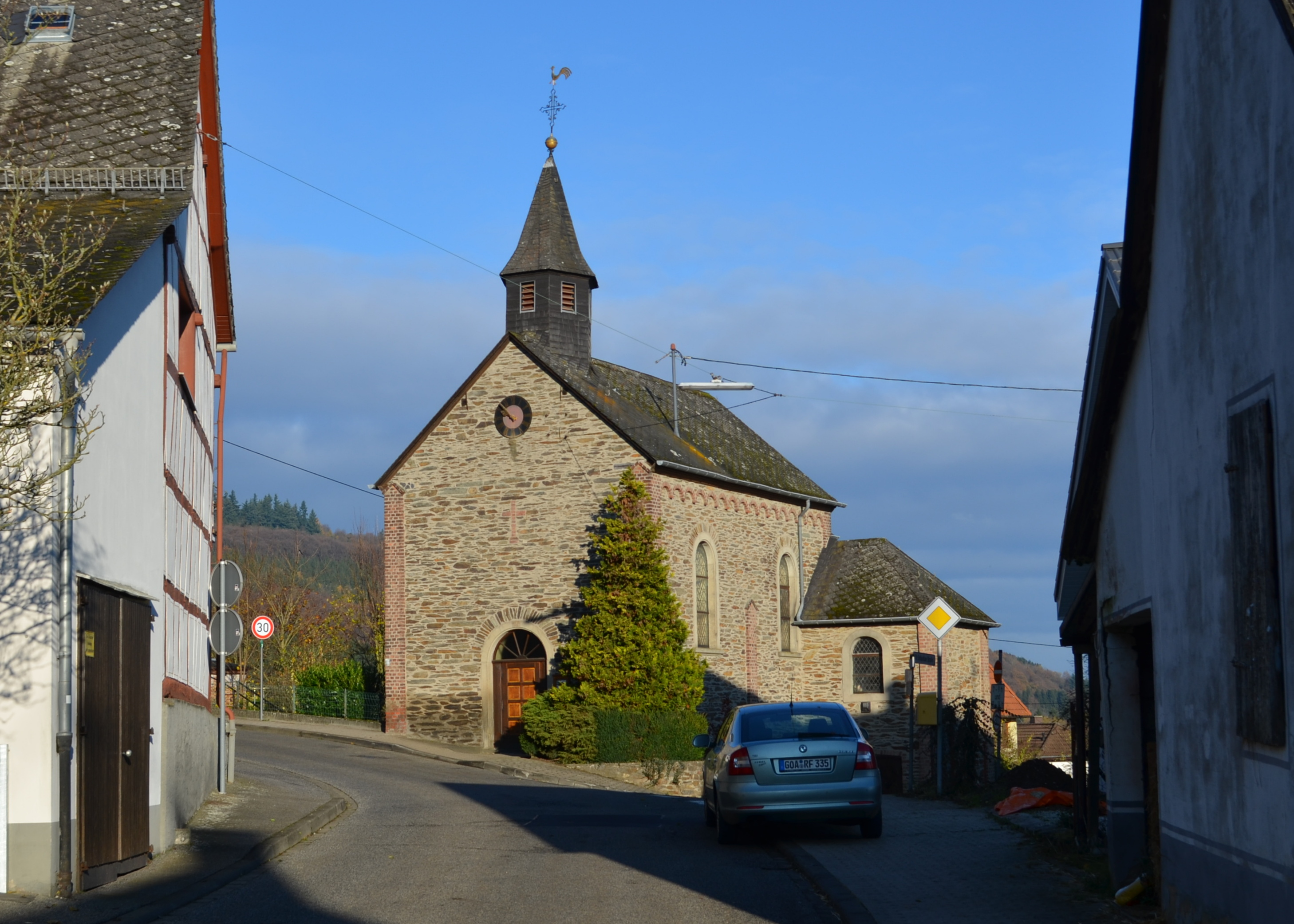
Kirche St. Sebastian, 2013

Erstmals urkundlich erwähnt wurde Rheinbay im Jahre 1114 als Beie. Im Mittelalter war Rheinbay ein Bestandteil der Vogtei Nieder-Hirzenach.
Im Rahmen der Säkularisation wurde Rheinbay 1798 in die Mairie Boppard eingegliedert. Nach den Befreiungskriegen erfolgte 1816 zunächst eine Zuordnung zur preußischen Bürgermeisterei Boppard, bereits 1817 erfolgte dann allerdings eine Umgliederung zur Bürgermeisterei St. Goar. Im Rahmen der rheinland-pfälzischen Gebietsreformen kam Rheinbay 1970 zur Verbandsgemeinde Boppard, aus welcher sich im Jahr 1975 die neue Stadt Boppard bildete.
Im Jahr 1897 erfolgte der Bau der neoromanischen Saalkirche St. Sebastian, welche eine Filialkirche von St. Bartholomäus in Hirzenach ist.

## Politik

### Ortsbezirk
Rheinbay ist gemäß Hauptsatzung einer von zehn Ortsbezirken der Stadt Boppard. Der Ortsbezirk wird politisch von einem Ortsbeirat und einem Ortsvorsteher vertreten.

### Ortsbeirat
Der Ortsbeirat in Rheinbay besteht aus fünf ehrenamtlichen Ratsmitgliedern, die zuletzt bei der Kommunalwahl am 9. Juni 2024 in einer Mehrheitswahl gewählt werden sollten, und dem ebenfalls ehrenamtlichen Ortsvorsteher als Vorsitzendem. Nach der durchgeführten Wahl wurde jedoch festgestellt, dass die Stimmzettel nicht den gesetzlichen Vorgaben bei einer Mehrheitswahl entsprachen, da nicht die Namen aller Bewerberinnen und Bewerber enthalten waren. Daher ist für den 22. September 2024 eine Wiederholungswahl angesetzt worden.
Der bisherige Ortsbeirat wurde bei der Neuwahl am 14. März 2021 gewählt. Diese Wahl in der laufenden Wahlperiode 2019–2024 war notwendig geworden, weil durch die Wahl des bisherigen Ortsbeiratsmitglieds Sandra Zimmer zur Ortsvorsteherin die Zahl der Mitglieder des Ortsbeirates unter die Hälfte des vorgegebenen Wertes fiel, und keine Nachrücker vorhanden waren.
Die Sitzverteilung im Ortsbeirat:
| Wahl | SPD              | CDU              | FWG (*)          | Gesamt  |
| ---- | ---------------- | ---------------- | ---------------- | ------- |
| 2024 | Wahlwiederholung | Wahlwiederholung | Wahlwiederholung | 5 Sitze |
| 2021 | 2                | 3                | –                | 5 Sitze |
| 2019 | 4                | –                | 1                | 5 Sitze |
| 2014 | 1                | 2                | 2                | 5 Sitze |

### Ortsvorsteher
- Jutta Mallmann, ab 2024[9]

- Gerd Trebus (CDU), 2022 bis 2024[10][11]

- Sandra Zimmer (SPD), 2020 bis 2022[12][13]